# Franz Vahlen
Franz Vahlen (geb. 12. Dezember 1833 in Bonn; gest. 18. Mai 1898 in Honnef am Rhein) war ein deutscher Verleger, vor allem für juristische Literatur.

## Lebensweg
Franz Vahlen war der jüngere Bruder des klassischen Philologen Johannes Vahlen (1830–1911).
Franz Vahlen absolvierte in den Jahren von 1849 bis 1853 eine Buchhandelslehre bei dem Verleger Eduard Weber (1791–1868) in Bonn. Im Anschluss arbeitete er zunächst dort als Gehilfe. Dann ging er nach Prag, wo er in der Verlagsbuchhandlung von Heinrich Mercy (1826–1912) arbeitete. Von 1860 bis 1862 war Vahlen als erster Gehilfe bei Mitscher & Röstell in Berlin tätig. Nach dem Tod des auf juristische Literatur spezialisierten Berliner Verlegers Immanuel Guttentag im Jahr 1862 übernahm Vahlen die Leitung der Verlagsbuchhandlung I. Guttentag, zunächst als leitender Angestellter der Witwe Agnes Guttentag, von 1865 bis 1869 dann als Mitinhaber des Unternehmens. 
Etwa 1864 heiratete Franz Vahlen Marie Guttentag, eine Tochter von Immanuel und Agnes Guttentag.
Im Jahr 1870 gründete Vahlen in Berlin seinen eigenen Buchverlag. Er übernahm Buchtitel von der „G. Grote’schen Verlagsbuchhandlung“ (Hamm und Berlin) in sein Programm, darunter die von Julius Albert Gruchot (1805–1879) herausgegebenen „Beiträge zur Erläuterung des Deutschen Rechts“. Programmschwerpunkt des Verlages Franz Vahlen wurde juristische Literatur. Aufgrund geringer Eigenmittel geriet Vahlen wiederholt in finanzielle Schwierigkeiten. Seine wirtschaftliche Lage bessert sich erst, als er die Mylius’sche Verlagsbuchhandlung in Berlin erwarb und damit auch die Verlagsrechte an David Müllers 1865 erstmals erschienener „Geschichte des deutschen Volkes“, die in mehr als 20 Auflagen bis in die Zeit nach dem Ersten Weltkrieg erschien. Vahlen gewann namhafte Juristen als Autoren, darunter Gustav von Wilmowski, der zusammen mit Meyer Levy den „Kommentar zu Civilproceßordnung und Gerichtsverfassungsgesetz für das Deutsche Reich“ (2 Bände, 1877, 7. Auflage 1896) sowie den „Kommentar zur Deutschen Reichskonkursordnung“ (1878, 5. Auflage 1896) verfasste. Auch manche Gesetzeskommentare und juristischen Lehrbücher aus dem Vahlen-Verlag verkauften sich gut, darunter Justus von Olshausens „Kommentar zum Strafgesetzbuch für das Deutsche Reich“ (2 Bände, 1880/1883, 8. Auflage 1909, 12. Auflage 1944) oder Hermann Daubenspecks „Referat, Votum und Urtheil. Eine Anleitung für praktische Juristen im Vorbereitungsdienst“ (1884, 10. Auflage 1910). Auch mehrere Jahrbücher und Zeitschriften erschienen im Verlag Franz Vahlen, darunter das „Jahrbuch für endgültige Entscheidungen der Preußischen Appellationsgerichte“ (8 Bände, 1872–1879); nach Vahlens Tod das „Jahrbuch des Deutschen Rechts“ (seit 1904) und das „Jahrbuch des Verwaltungsrechts“ (seit 1907).
Neben seiner verlegerischen Tätigkeit war Vahlen in der Standesorganisation des Berliner Buchhandels tätig, und zwar von 1868 bis 1870 als Mitglied des Hauptausschusses und in den Jahren 1885 und 1886 als Erster Vorsteher der Korporation der Berliner Buchhändler.
Der seit 1883 im Vahlen-Verlag zunächst als Mitarbeiter, dann als Teilhaber tätige Friedrich Gebhardt (1858–1917) wurde nach Vahlens Tod 1898 alleiniger Inhaber des Verlages Franz Vahlen, der seit Ende 1970 zur Verlagsgruppe C. H. Beck gehört.